# Franz Mayerhofer (Maler)
Franz Mayerhofer, auch Franz Maierhofer, waren die Namen zweier österreichischer Maler.
Vater und Sohn Franz Mayerhofer aus Waidhofen an der Thaya belieferten die Kirchen im Waldviertel mit Altarbildern. 

## Werke
- 1823 Drehtabernakel in der Pfarrkirche Gföhl[1]
- 1825 (?) Hochaltarblatt Jakobus der Ältere in der Pfarrkirche Kautzen[1]
- 1834 Altar und Altarblatt Florian und die Figuren Pietà und weibliche Heilige in der Florianikapelle in Eisenbergeramt in Jaidhof bei Gföll[1]
- 1840 Gnadenbild Maria Dreieichen in der Ortskapelle Heiland am Ölberg in Loibes in Groß-Siegharts[1]
- 1842 Altarblatt Wetterheilige Johannes und Paulus in der Ortskapelle Mariä Empfängnis in Matzles in Waidhofen an der Thaya[1]
- 1843 Nachbarocker Altar in der Pfarrkirche Neupölla[1]
- 1845 Bild Marienkrönung in der Ortskapelle in Alberndorf in Raabs an der Thaya[1]
- 1847 Seitenaltäre in der Pfarrkirche Vitis[1]
- 1858 Altarbild in der Ortskapelle in Kleinotten in Zwettl-Niederösterreich[1]
- 1851 Hochaltarblatt Traum des hl. Martin in der Pfarrkirche Sallingstadt in Schweiggers[1]
- 1860 Kreuzwegbilder in der Ortskapelle in Ulrichschlag in Waidhofen an der Thaya[1]
- 1862 Kreuzwegbilder in der Pfarrkirche Großgöttfritz[1]
- 1865 Seitenaltarblatt Bartholomäus in der Pfarrkirche Pöbring in Artstetten-Pöbring[1]
- 1868 Hochaltarbild hl. Pankraz in der Pfarrkirche Rastbach[1]
- 1871 Kreuzwegbilder in der Pfarrkirche hl. Ulrich in Allentsteig[1]
- 1875, 1881 Altar, Kreuzwegbilder, Bild Florian der Rosaliakapelle Gföhleramt in Gföhl[1]
- 1875 Bild Kreuzigung in der Ortskapelle Großhaslau in Zwettl-Niederösterreich[1]
- 1880 Kreuzwegbilder in der Pfarrkirche Kirchberg an der Wild[1]
- 1882 Altarblatt Taufe Christi in der Pfarrkirche Sallingberg[1]
- 1883 Tempiettoaltar in der südöstlichen Langhausecke in der Pfarrkirche Waidhofen an der Thaya[1]
- 1884 Seitenaltarblatt Herz Jesu in der Pfarrkirche Altpölla in Altpölla[1]
- 1885 Hochaltarblatt Pankrazius, Oberbild Erzengel Raffael am linken Seitenaltar in der Pfarrkirche Großglobnitz[1]
- 1888 Altarblatt Kreuzigung Christi in der Bürgerspitalkirche hl. Geist in Waidhofen an der Thaya[1]
- 1889 Altarblatt Marienkrönung in der Ortskapelle in Tiefenbach in Krumau am Kamp[1]
- 1890 Altarblatt in der Filialkirche hl. Bartholomäus in Pehendorf in Rappottenstein[1]
- 1891 Restaurierung des Seitenaltarblattes Wunder des hl. Paul auf Malta vom Maler Zimbal (1764) in der Katholischen Pfarrkirche Zwettl-Niederösterreich[1]
- 1893 Deckenmalerei in der Pfarr- und Wallfahrtskirche Hoheneich[1]
- 1896 Altarblatt hl. Veit in der Ortskapelle hl. Veit in Rosenau-Dorf in Zwettl-Niederösterreich[1]
- 1897 Ölgemälde im Breitpfeilerbildstock in Kleinenzersdorf in Pölla, übertragen aus der Pfarrkirche Altpölla[1]
- um 1900 Altarblatt Heilige Familie in der Ortskapelle in Stölzles südöstlich von Schrems[1]
- 1903 Kreuzwegbilder in der Ortskapelle am Anger in Lindau in Raabs an der Thaya[1]
- 1903/1905 Deckenmalerei mit einem mariologischen Zyklus im Langhaus der Pfarrkirche Schrems[1]
- 1910 Altarbild Heilige Familie in der Ortskapelle in Schirnes in Thaya[1]
- 1910 Kreuzwegbilder in der Ortskapelle in Wielands in Grafenschlag[1]